# Aek Buru Selatan
Aek Buru Selatan is een bestuurslaag in het regentschap Labuhan Batu van de provincie Noord-Sumatra, Indonesië. Aek Buru Selatan telt 243 inwoners (volkstelling 2010).